# Donald O. Mitchell
Donald O. Mitchell é um sonoplasta estadunidense. Venceu o Oscar de melhor mixagem de som na edição de 1990 por Glory, ao lado de Gregg Rudloff, Elliot Tyson e Russell Williams II.